# Classe R (navire de croisière)
Pour les autres classes de navires du même nom, voir Classe R.
La classe R est une classe de huit navires de croisière réalisée pour l'ancien opérateur américain de croisière Renaissance Cruises.
Ils sont tous construits aux Chantiers de l'Atlantique de Saint-Nazaire (Alstom marine) entre 1998 et 2001.
Après les attentats du 11 septembre 2001 et la désaffection massive de la clientèle essentiellement américaine, la société Renaissance Cruises est mise en faillite. Les huit unités de la Classe R sont alors affrétées puis vendues à d'autres opérateurs de croisière.

## Caractéristiques
- Longueur hors tout : 181 m
- Largeur : 25,46 m
- Tirant d'eau : 5,40 m
- Propulsion : Diesel électrique
- Vitesse : 18 nœuds en service

## Les unités de la classe R

### R One
- Lancement : 12 juillet 1998

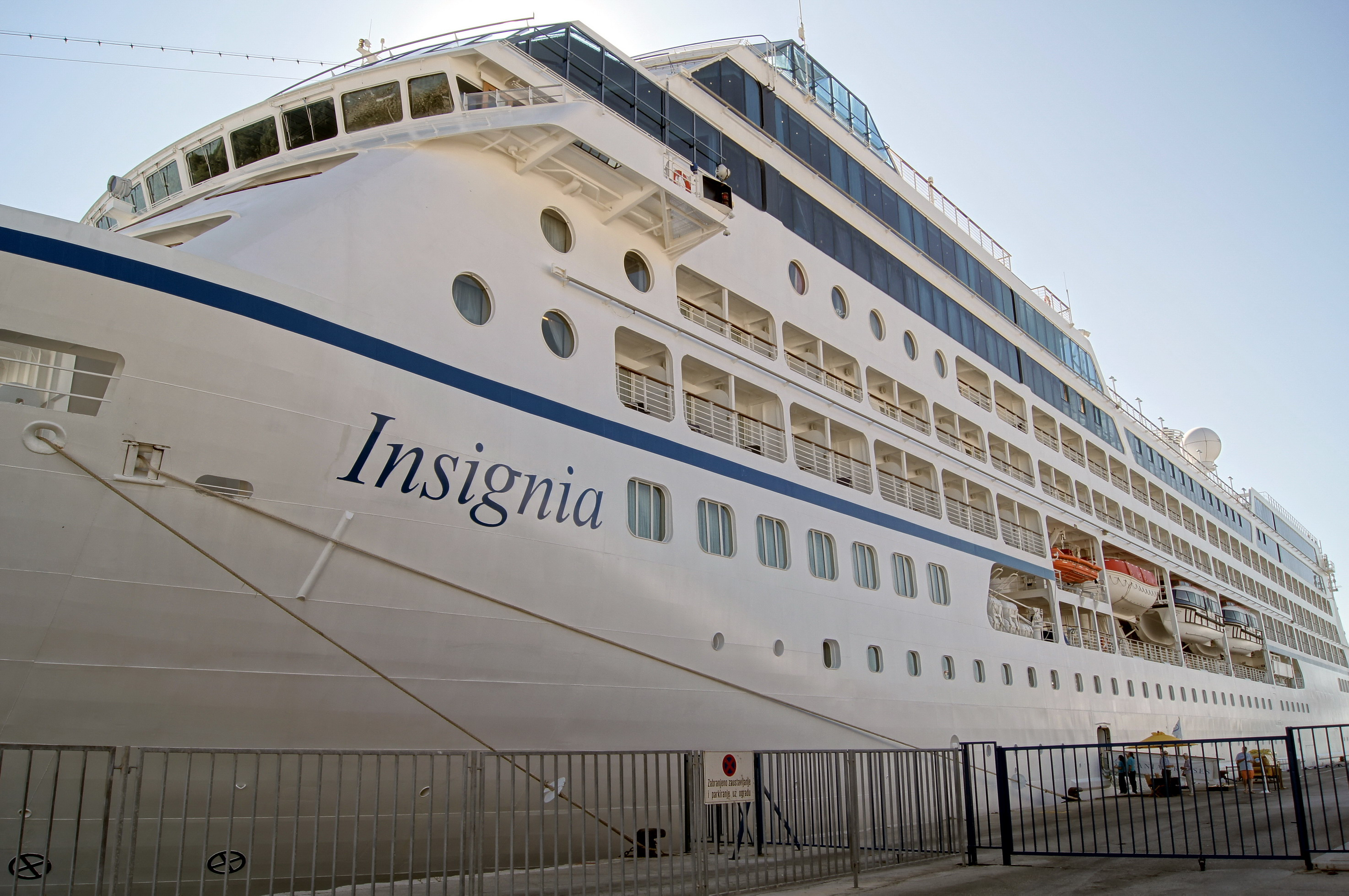
Insignia

- Marraine : Sylvia Rudner, mère du président du conseil d’administration de Renaissance Cruises
- Mise en service : novembre 1998
- IMO : 9156462
- 1998 baptisé : R-One[2], pavillon : Liberia
- 2001 repris par : Cruiseinvest
- 2003 repris par : Oceania Cruises sous le nom de Regatta
- 2003 renommé : MS Insignia, pavillon : Îles Marshall
- 2012 repris par : Hapag-Lloyd Cruises sous le nom de Columbus 2
- 2014 repris par : Oceania Cruises

### R Two

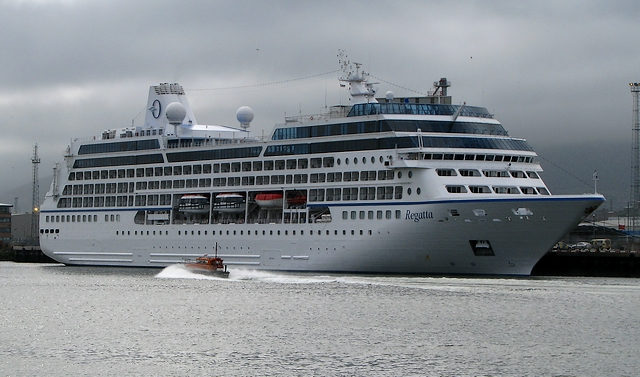
Regatta

- Lancement : juin 1998
- Mise en service : novembre 1998
- IMO : 9156474
- 1998 baptisé : R-Two[3], pavillon : Liberia
- 2001 repris par : Cruiseinvest
- 2002 repris par : Oceania Cruises sous le nom de Insignia
- 2003 renommé : MS Regatta', pavillon : Îles Marshall

### R Three

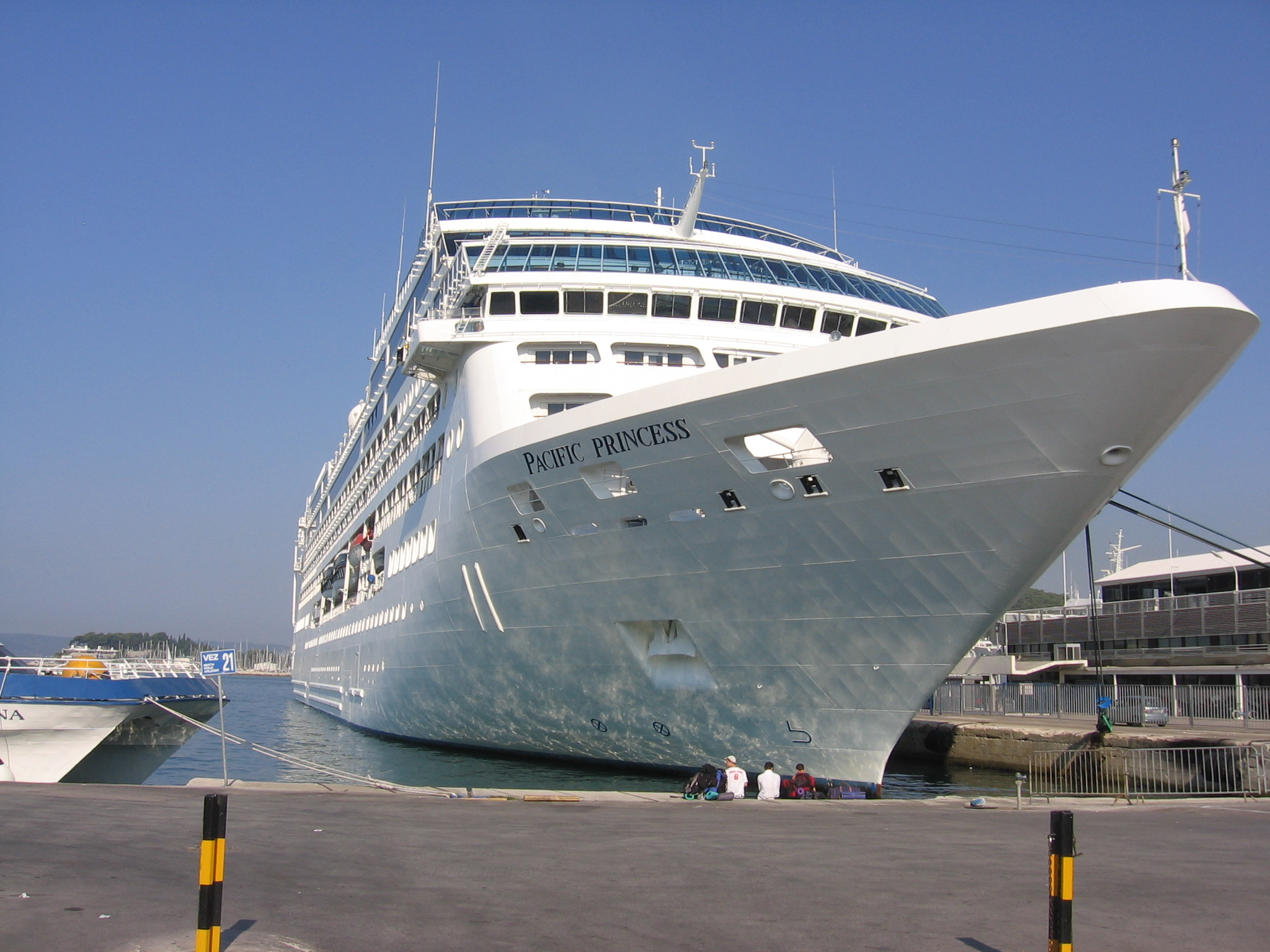
Pacific Princess

- Lancement : 12 mars 1999
- Mise en service : 28 juillet 1999
- IMO : 9187887
- 2000 baptisé : R-Three[4], pavillon : Royaume-Uni
- 2002 repris par : Princess Cruises sous le nom de Pacific Princess, pavillon : Bermudes

### R Four

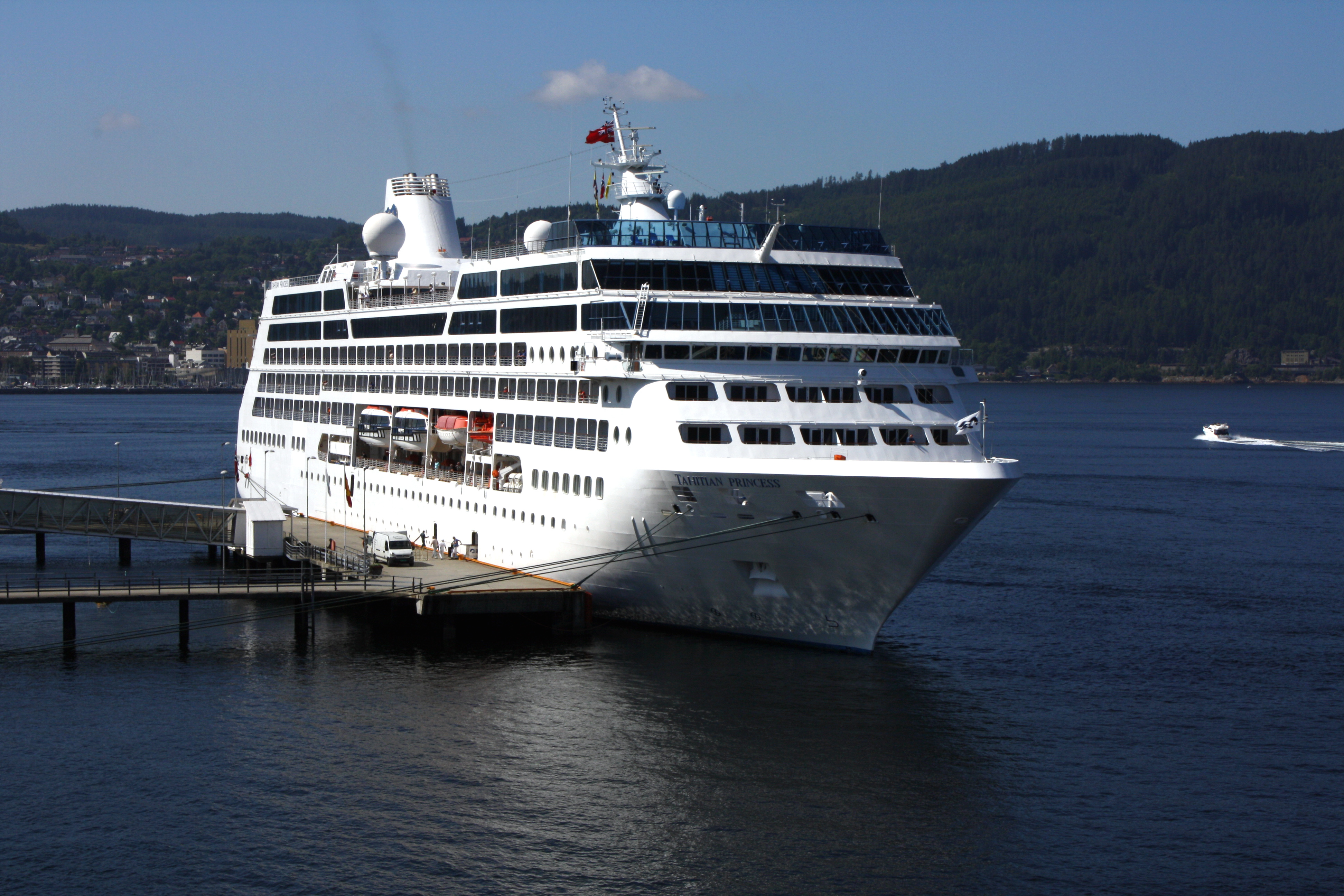
Tahitian Princess

- Lancement : 1999
- Mise en service : juin 1999
- IMO : 9187899
- 2000 baptisé : R-Four[5], pavillon : Libéria
- 2002 loué par : Princess Cruises
- 2004 repris par : Princess Cruises sous le nom de Tahitian Princess, pavillon : Gibraltar
- 2009 renommé : Ocean Princess, pavillon : Bermudes

### R Five

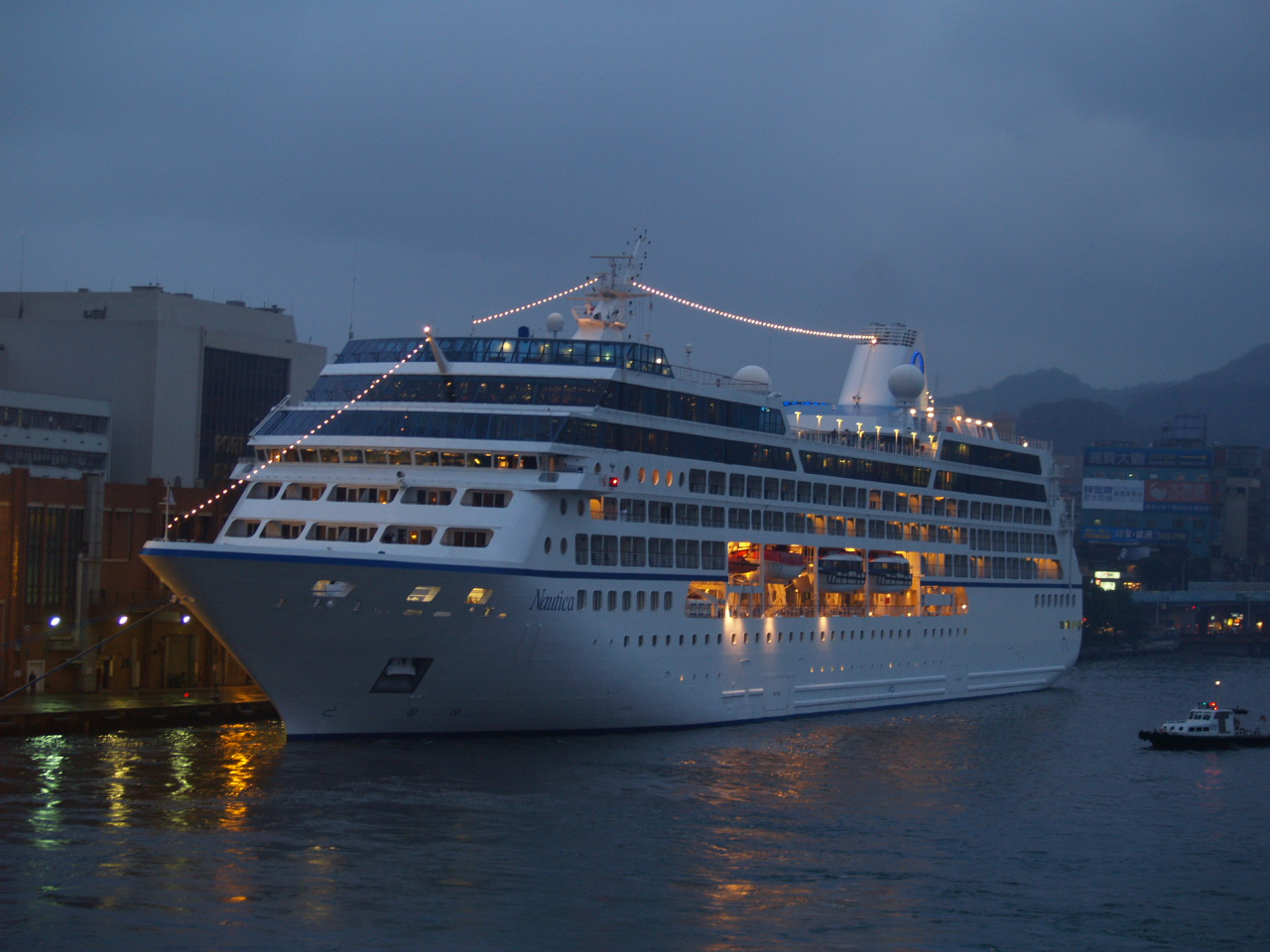
Nautica

- Lancement : 31 juillet 1999
- Mise en service :  1er février 2000
- IMO : 9200938
- 2000 baptisé : R-Five[6], pavillon : Liberia
- 2001 repris par : Cruiseinvest
- 2002 repris par : Pullmantur Cruises sous le nom de Blue Dream
- 2005 loué par : Oceania Cruises sous le nom de MS Nautica, pavillon : Îles Marshall
- 2002 repris par : Oceania Cruises

### R Six
- Lancement : 2000
- Mise en service : juin 2000
- IMO : 9200940
- 2000 baptisé : R-Six[7]
- 2003 renommé : Blue Star

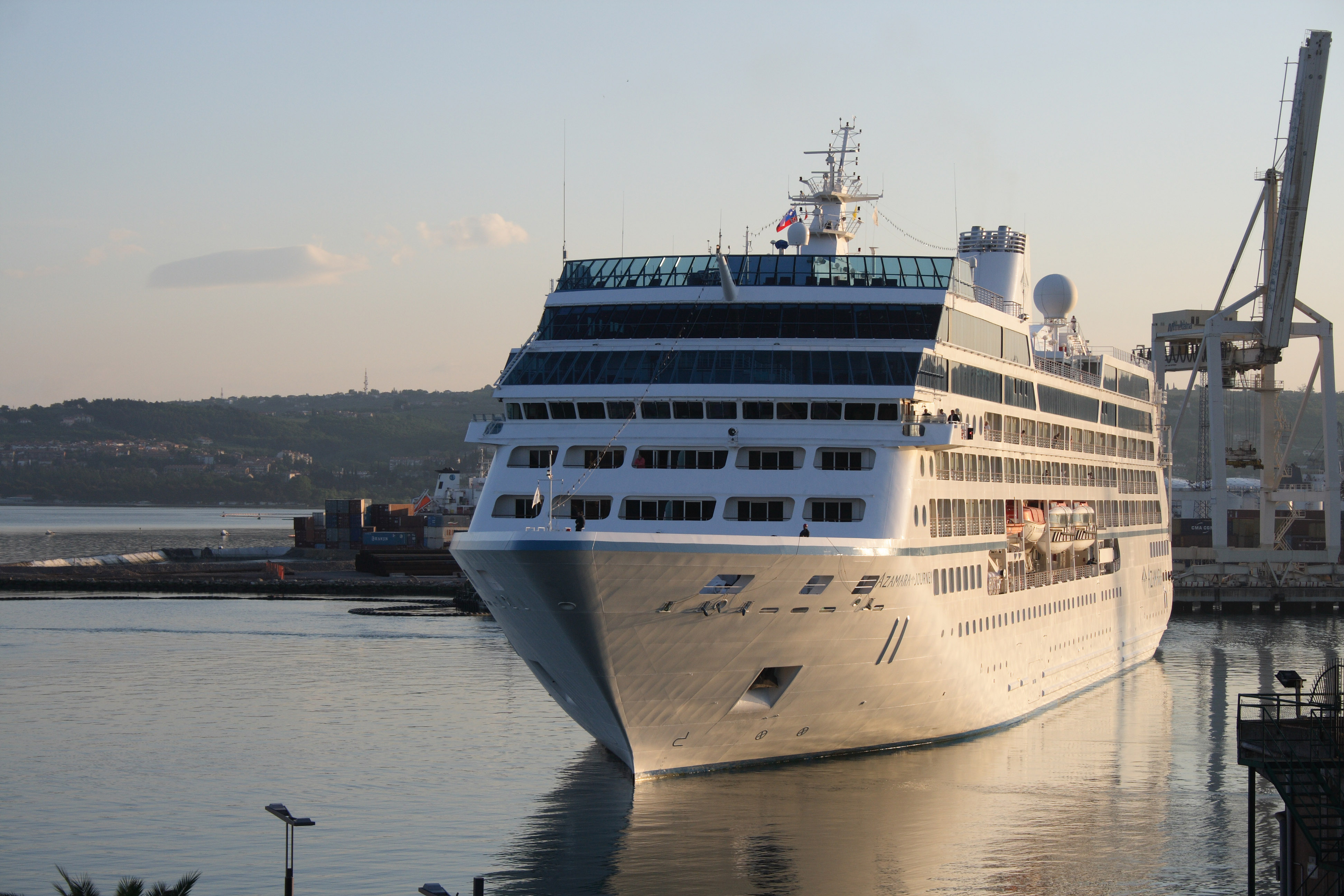
Azamara Journey

- 2005 repris par : Pullmantur Cruises sous le nom de Blue Dream
- 2007 repris par : Azamara Cruises sous le nom de Azamara Journey

### R Seven

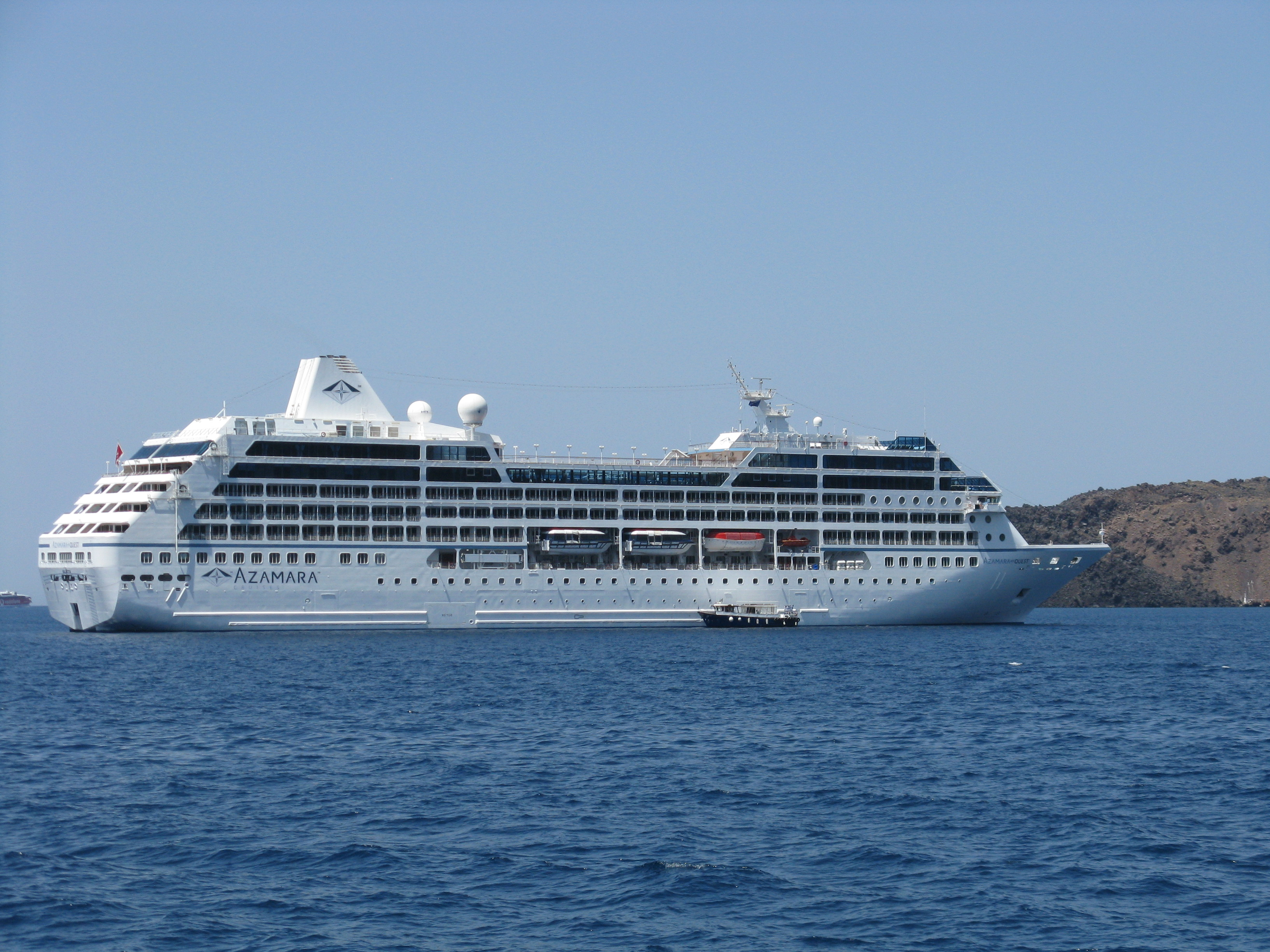
Azamara Quest

- Lancement : 25 mars 2000
- Mise en service : 27 septembre 2000
- IMO : 9210218
- 2000 Baptisé : R-Seven[8], pavillon : Liberia
- 2003 repris par : Delphin Seerisen sous le nom de Delphin Renaissance, pavillon : Îles Marshall
- 2006 repris par : Pullmantur Cruises sous le nom de Blue Moon, pavillon : Malte
- 2007 repris par : Azamara Cruises sous le nom de Azamara Quest, pavillon : Malte

### R Eight

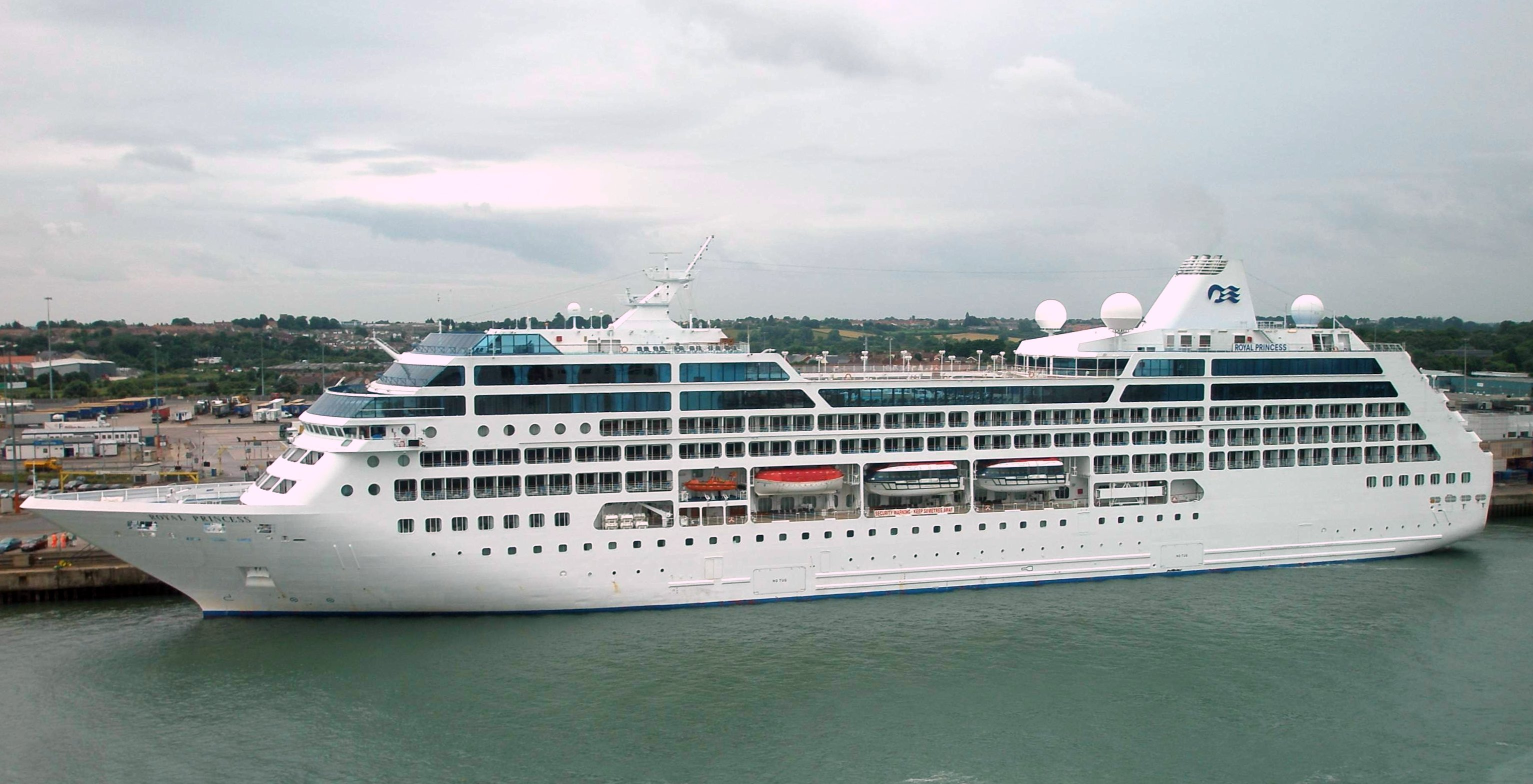
Royal Princess

- Lancement : 2001
- Mise en service : 2001
- IMO : 9210220
- 2001 Baptisé : R-Eight[9], pavillon : Liberia
- 2003 repris par : Swan Hellenic Cruises sous le nom de Minerva II, pavillon : Îles Marshall
- 2007 repris par : Princess Cruises sous le nom de Royal Princess, pavillon : Bahamas
- 2009 repris par : P & O Cruises
- 2011 renommé en : Adonia, pavillon : Bermudes
- 2017 repris par : Azamara Cruises sous le nom de Azamara Pursuit, pavillon : Malte